# Łańsk
Łańsk (niem. Lanskerofen) – osada w Polsce, w województwie warmińsko-mazurskim, w powiecie olsztyńskim, w gminie Stawiguda.
Miejscowość leży nad Jeziorem Łańskim, na terenie Pojezierza Olsztyńskiego, w historycznym regionie Warmia. Obejmuje ośrodek wypoczynkowy Łańsk.
W zestawieniu miejscowości Meyera występuje jako biuro administracji leśnej (nadleśnictwo) Lanskerofen, zamieszkana przez 90 osób. Na mapie nazwa O.F. Lansker Ofen, symbol leśniczówki i zabudowań.
Lasy łańskie, bogate w zwierzynę łowną, od dawna przyciągały znanych myśliwych. Jeszcze przed I wojną światową polował tu feldmarszałek Paul von Hindenburg, a nieco później Hermann Göring.
Po drugiej wojnie światowej na początku lat 50. XX wieku nadleśnictwo przejął  Urząd Rady Ministrów, budując ośrodek wypoczynkowy URM oznaczony kryptonimem W-1,  obecnie obiekt Kancelarii Premiera RP. Był pilnie strzeżony przez wojsko z NJW MSW, ogrodzony dwumetrowym płotem. Obejmował tysiące hektarów lasów, jeziora, rzeki i tereny po wsiach Rybaki, Orzechowo, Lalka, Ząbie, Cyranka i Rybaczówka.
Od roku 1952 ośrodek w Łańsku często gościł Bolesława Bieruta, który zdecydował o rozbudowie obiektu. Zadanie to powierzył i wyznaczył na komendanta ośrodka URM W-1 byłego członka ochrony osobistej płk. Kazimierza Doskoczyńskiego. Przez kolejne lata Łańsk odwiedzało wielu ówczesnych polityków: Władysław Gomułka, Nikita Chruszczow, Leonid Breżniew, szach Iranu Mohammad Reza Pahlawi, Josip Broz Tito, król Belgów Baldwin I Koburg, Erich Honecker, Fidel Castro oraz Edward Gierek, Teodor Palimąka i wielu innych.
W 1994 r. rząd Waldemara Pawlaka chronił się tam przed dziennikarzami. Obecnie osobistości stanowią nikły odsetek gości w Kancelarii Premiera RP Łańsku. Sympozja i zjazdy organizowane są w ośrodku przez kluby biznesu, stowarzyszenia i firmy. Do ich dyspozycji jest 108 miejsc noclegowych w dawnym pałacu myśliwskim i domkach fińskich. Lasy, będące niegdyś terenem polowań, są dostępne dla turystów, gdyż obecnie ośrodek zajmuje tylko kilka hektarów.
W latach 1975–1998 miejscowość należała administracyjnie do województwa olsztyńskiego.
1 stycznia 2024 roku urzędowo nadano nazwę miejscowości i ustalono jej rodzaj.